# Mariana Villanueva
Mariana Villanueva (Ciudad de México, 8 de abril de 1964) es una compositora mexicana.

## Biografía
Inició sus estudios musicales con María Antonieta Lozano, para luego estudiar composición en el Conservatorio Nacional de Música de México, tomando clases con Mario Lavista, Federico Ibarra, Julio Estrada y Daniel Catan. En esa época fueron sus compañeras las compositoras Ana Lara y Gabriela Ortiz. Continuó su preparación en la Carnegie Mellon University con Leonardo Balada y Lucas Foss, donde recibió los grados de Bachelor of Fine Arts (1992) y Master (1995) en Composición musical. Desde 1987 sus trabajos han sido interpretados en México, y ocasionalmente en Estados Unidos (Nueva York, Indiana y Pittsburgh) por el Pittsburgh New Music Ensemble, el Carnegie Mellon Trio y el New Mexico String Quartet. En Europa su música se ha interpretado en España, Alemania, Suiza y Suecia.
Mariana Villanueva recibió la Beca Guggenheim por parte de la Fundación John Simon Guggenheim (1999); el premio Rockefeller México/USA y el Bancomer/FONCA (1995, 1996); y algunos otros apoyos del FONCA (1993, 1997) y de la Carnegie Mellon University. Ha compuesto para el Carnegie Mellon Trio  (1993), The Pittsburgh New Music Ensemble  (1996); y The Ensamble Cosmopolitano of Berlín  (2002). También ha colaborado para el Departamento de Teatro de Carnegie Mellon bajo la dirección escénica de Rina Yerushalmi (La casa de Bernarda Alba, 1990) y Yossy israelí (Antigone, 1991), y en México para El Ballet del Teatro del Espacio con Gladiola Orozco (El Gran Viaje, 1997).
Como complemento a su búsqueda creativa, Villanueva completó una maestría en Historia de la Música (Ciudad de México, UAM Iztapalapa, 2004) investigando al compositor cubano Julián Orbón. Da clases de composición de música en el Centro Morelense de las Artes en Cuernavaca, Morelos.

## Obras
Villanueva ha compuesto piezas para instrumentos solos, teatro musical, ensambles de cámara y piezas sinfónicas. Algunos de sus trabajos son:
- Cantar de un alma ausente, para clarinete (1986)
- Antigone, para mezzo-soprano, tenor, graves, coro y piano (1991)
- Anabacoa, para orquesta sinfónica (1992)
- Lamentations, para violín, chelo y piano (1993)
- Ritual, para orquesta (1993)
- Santo Luzbel, para bajo y orquesta (1994)
- Anamnesis, para clarinete y cuarteto de cuerdas (1996)
- El jardín del sol (1997)
- Ishtar, para soprano y piano preparado (1999)
- Hecho de arcilla y respiración, para soprano, cuerno en F, viola y arpa (2002)
- Medea, para viola (2009)
- Taliesin, para violín y orquesta (2003)[6]

Su trabajo fue grabado y publicado en un CD:
- Clarinete Solo: México Vol. 2, Javier Vinasco, Cero Records, 2009